# Línea 827 (Interurbanos Madrid)
La línea 827 de la red de autobuses interurbanos de Madrid une la terminal de autobuses de Canillejas (Madrid) con Alcobendas, la Universidad Autónoma de Madrid y Tres Cantos.

## Características
Esta línea da servicio además al distrito madrileño de Barajas y la nueva Terminal 4 del Aeropuerto de Madrid-Barajas así como al campus de la Universidad Pontificia Comillas en Cantoblanco y las instalaciones militares de El Goloso en la autovía M-607.
Su recorrido dura aproximadamente 40 minutos entre Madrid y la Universidad Autónoma, y 55 minutos hasta Tres Cantos.
Se trata de una línea circular, por lo que su paso por Tres Cantos es aproximado. Los servicios no pararán a cumplir un horario programado de vuelta y realiza el servicio de ida a Tres Cantos y vuelta a Madrid seguido.
Se complementa con las líneas 827A y 828 dando servicio a la Universidad Autónoma abarcando distintas zonas de Alcobendas y San Sebastián de los Reyes que no cubre la línea 827.
Existen servicios de refuerzo los días lectivos entre el 1 de septiembre y el 30 de junio, puesto que la línea cubre un gran número de centros docentes a su paso por Alcobendas, además de las dos universidades. El recorrido normal entra a dar servicio a la Universidad Autónoma, pero los primeros y últimos servicios del día (fuera de los horarios en los que la universidad tendría alumnos) no entran dentro de la misma. Este comportamiento también ocurre los sábados laborables, domingos y festivos, en los que la línea no da servicio a la universidad. Algunos servicios de la línea comienzan o terminan su recorrido en Alcobendas o que finalizan en la Universidad Autónoma.
Antes de la supresión de la línea 828A el 13 de septiembre del 2010, la línea 827 tenía expediciones que comenzaban o continuaban su recorrido en IFEMA y hasta / desde Alcobendas.
Hasta el 23 de mayo de 2019, existía una parada situada en la rotonda exterior de la Universidad Autónoma denominada 16385 - Carretera M-616 - Acceso Universidad que era utilizada por los servicios que no entraban dentro de la propia universidad, dando la opción de realizar una parada a las afueras de la misma.
Desde el 16 de marzo de 2020, la línea presta servicio al Colegio IDEO, situado entre El Goloso y la Universidad Autónoma.
Hasta el 30 de mayo de 2020, existía un servicio de refuerzo los días lectivos que circulaba entre Tres Cantos y la Universidad Autónoma.
Desde el 22 de noviembre de 2021, la línea comenzó a realizar un servicio los días lectivos, desde Canillejas hasta la Universidad Autónoma a las 07:30.
Desde el 24 de junio de 2022, la línea amplió los dos últimos servicios de todos los días (salidas desde Canillejas a las 22:15 y 23:00) hasta Tres Cantos, realizando un recorrido completo por la localidad. Previamente esos dos servicios finalizaban en el hipermercado de Alcobendas.
Siguiendo la numeración de líneas del CRTM, las líneas transversales son aquellas que enlazan dos corredores distintos y comienzan con un 8. El segundo dígito indica el corredor de comienzo de la línea y el tercer dígito indica el corredor de final de la línea. En este caso, los dígitos 2 y 7 indican que la línea comienza en el corredor 2 (Canillejas situada en la A-2) y termina en el corredor 7 (Tres Cantos situado en la M-607). De ahí el número 827.
La línea no mantiene los mismos horarios todo el año, durante julio se reducen el número de expediciones los días laborables entre semana (sábados laborables, domingos y festivos tienen los mismos horarios todo el año) y se reducen aún más durante el mes de agosto (también solo los días laborables entre semana), además de los días excepcionales vísperas de festivo y festivos de Navidad en los que los horarios también cambian y se reducen. Los días laborables durante la época navideña se aplican los horarios del mes de julio y los días laborables durante la Semana Santa y puentes se aplican los horarios del mes de agosto. Exceptuando los refuerzos lectivos, y las primeras expediciones del día, la línea realiza los mismos servicios (cada 20 minutos todo el día y reduciéndolos al final del día) durante todo el año.
Está operada por la Empresa Montes mediante la concesión administrativa VCM-200 - Barajas - Tres Cantos (Viajeros Comunidad de Madrid) del Consorcio Regional de Transportes de Madrid.

### Sublíneas
Aquí se recogen todas las distintas sublíneas que ha tenido la línea 827, incluyendo aquellas dadas de baja. La denominación de sublíneas que utiliza el CRTM es la siguiente:
- Número de línea (827)
- Sentido de circulación (1 ida, 2 vuelta)
- Número de sublínea

Por ejemplo, la sublínea 827112 corresponde a la línea 827, sentido 1 (ida) y el número 12 de numeración de sublíneas creadas hasta la fecha.
Las sublíneas marcadas en negrita corresponden a sublíneas que actualmente se encuentran dadas de baja o se desconoce su ruta y denominación. Las sublíneas desconocidas podrían pertenecer a las expediciones mencionadas anteriormente: IFEMA - Canillejas - Alcobendas y viceversa, y Tres Cantos - Universidad Autónoma en días lectivos. Esas expediciones están actualmente dadas de baja y se desconocen más detalles sobre ellas.
| Ida    | Ruta                         | Itinerario                                                        | Vuelta | Ruta                              | Itinerario                                                           |
| 827101 | -                            | Canillejas - Tres Cantos                                          | 827201 | -                                 | Tres Cantos - Canillejas                                             |
| 827102 | nu                           | Canillejas - Tres Cantos, sin paso por la UAM                     | 827202 | nu                                | Tres Cantos - Canillejas, sin paso por la UAM                        |
| 827103 | Desconocido                  | Desconocido                                                       | 827203 | Desconocido                       | Desconocido                                                          |
| 827104 | A2                           | Canillejas - Alcobendas (Hipermercado)                            | 827204 | A2                                | Alcobendas (Hipermercado) - Canillejas                               |
| 827105 | A1                           | Alcobendas (Av. España) - Tres Cantos, sin paso por la UAM        | 827205 | A1                                | Tres Cantos - Alcobendas (Av. España)                                |
| 827106 | Desconocido                  | Desconocido                                                       | 827206 | Desconocido                       | Desconocido                                                          |
| 827107 | A3                           | Alcobendas (Av. España) - Colegio Padre Manyanet                  | 827207 | A3                                | Colegio Padre Manyanet - Alcobendas (Av. España)                     |
| 827108 | Desconocido                  | Desconocido                                                       | 827208 | Desconocido                       | Desconocido                                                          |
| 827109 | No existe la ruta "i" de ida | No existe la ruta "i" de ida                                      | 827209 | i                                 | Tres Cantos - Alcobendas (Univ. Europea) - Alcobendas (Hipermercado) |
| 827110 | au                           | Alcobendas (Univ. Europea) - UAM                                  | 827210 | au                                | UAM - Alcobendas (Univ. Europea)                                     |
| 827111 | cu                           | Canillejas - UAM                                                  | 827211 | No existe la ruta "cu" de vuelta  | No existe la ruta "cu" de vuelta                                     |
| 827112 | nut                          | Canillejas - Tres Cantos, sin paso por la UAM, recorrido completo | 827212 | No existe la ruta "nut" de vuelta | No existe la ruta "nut" de vuelta                                    |

## Horarios

### 1 septiembre - 30 junio
NOTA: A menos de que se indique lo contrario, los horarios de "vuelta" son el paso aproximado por la Plaza Puerta de Madrid ya que se trata de una línea circular.
| Lunes a viernes laborables | Lunes a viernes laborables | Sábados laborables, domingos y festivos | Sábados laborables, domingos y festivos |
| Canillejas > Tres Cantos   | Tres Cantos > Canillejas   | Canillejas > Tres Cantos                | Tres Cantos > Canillejas                |
| 06:00                      | 05:30                      | 06:45                                   | 06:00                                   |
| 06:15                      | 05:50                      | 07:45                                   | 07:00                                   |
| 06:25                      | 05:50                      | 08:45                                   | 07:25                                   |
| 06:35                      | 06:05                      | 09:45                                   | 08:25                                   |
| 06:50                      | 06:20                      | 10:50                                   | 09:25                                   |
| 07:05                      | 06:35                      | 11:50                                   | 10:25                                   |
| 07:12                      | 06:40                      | 12:55                                   | 11:30                                   |
| 07:20                      | 07:00                      | 13:55                                   | 12:30                                   |
| 07:30                      | 07:20                      | 15:00                                   | 13:35                                   |
| 07:35                      | 07:30                      | 16:00                                   | 14:35                                   |
| 07:50                      | 07:40                      | 17:00                                   | 15:40                                   |
| 08:05                      | 08:00                      | 18:00                                   | 16:40                                   |
| 08:15                      | 08:15                      | 19:00                                   | 17:40                                   |
| 08:20                      | 08:30                      | 20:00                                   | 18:40                                   |
| 08:40                      | 08:50                      | 21:00                                   | 19:40                                   |
| 09:00                      | 09:00                      | 22:00                                   | 20:40                                   |
| 09:20                      | 09:10                      | 23:00                                   | 21:40                                   |
| 09:40                      | 09:30                      |                                         | 22:40                                   |
| 10:00                      | 09:50                      | 23:40                                   |                                         |
| 10:20                      | 10:10                      |                                         |                                         |
| 10:40                      | 10:30                      |                                         |                                         |
| 11:00                      | 10:50                      |                                         |                                         |
| 11:20                      | 11:10                      |                                         |                                         |
| 11:40                      | 11:30                      |                                         |                                         |
| 12:00                      | 11:50                      |                                         |                                         |
| 12:20                      | 12:10                      |                                         |                                         |
| 12:40                      | 12:30                      |                                         |                                         |
| 13:00                      | 12:50                      |                                         |                                         |
| 13:20                      | 13:10                      |                                         |                                         |
| 13:40                      | 13:30                      |                                         |                                         |
| 14:00                      | 13:30                      |                                         |                                         |
| 14:05                      | 13:50                      |                                         |                                         |
| 14:20                      | 14:10                      |                                         |                                         |
| 14:40                      | 14:30                      |                                         |                                         |
| 15:00                      | 14:30                      |                                         |                                         |
| 15:05                      | 14:50                      |                                         |                                         |
| 15:20                      | 15:10                      |                                         |                                         |
| 15:40                      | 15:30                      |                                         |                                         |
| 16:00                      | 15:50                      |                                         |                                         |
| 16:20                      | 16:10                      |                                         |                                         |
| 16:40                      | 16:30                      |                                         |                                         |
| 17:00                      | 16:50                      |                                         |                                         |
| 17:20                      | 17:10                      |                                         |                                         |
| 17:40                      | 17:30                      |                                         |                                         |
| 18:00                      | 17:50                      |                                         |                                         |
| 18:20                      | 18:10                      |                                         |                                         |
| 18:45                      | 18:30                      |                                         |                                         |
| 19:15                      | 18:50                      |                                         |                                         |
| 19:45                      | 19:10                      |                                         |                                         |
| 20:15                      | 19:30                      |                                         |                                         |
| 20:45                      | 20:00                      |                                         |                                         |
| 21:15                      | 20:30                      |                                         |                                         |
| 21:45                      | 21:00                      |                                         |                                         |
| 22:15                      | 21:30                      |                                         |                                         |
| 23:00                      | 22:00                      |                                         |                                         |
|                            | 22:25                      |                                         |                                         |
| 22:55                      |                            |                                         |                                         |
| 23:40                      |                            |                                         |                                         |

### 1 - 31 julio (y Navidad)
NOTA: A menos de que se indique lo contrario, los horarios de "vuelta" son el paso aproximado por la Plaza Puerta de Madrid ya que se trata de una línea circular.
| Lunes a viernes laborables | Lunes a viernes laborables | Sábados laborables, domingos y festivos | Sábados laborables, domingos y festivos |
| Canillejas > Tres Cantos   | Tres Cantos > Canillejas   | Canillejas > Tres Cantos                | Tres Cantos > Canillejas                |
| 06:00                      | 05:30                      | 06:45                                   | 06:00                                   |
| 06:15                      | 05:50                      | 07:45                                   | 07:00                                   |
| 06:25                      | 05:50                      | 08:45                                   | 07:25                                   |
| 06:35                      | 06:05                      | 09:45                                   | 08:25                                   |
| 06:50                      | 06:20                      | 10:50                                   | 09:25                                   |
| 07:05                      | 06:35                      | 11:50                                   | 10:25                                   |
| 07:20                      | 06:40                      | 12:55                                   | 11:30                                   |
| 07:35                      | 07:00                      | 13:55                                   | 12:30                                   |
| 07:50                      | 07:20                      | 15:00                                   | 13:35                                   |
| 08:05                      | 07:40                      | 16:00                                   | 14:35                                   |
| 08:20                      | 08:00                      | 17:00                                   | 15:40                                   |
| 08:40                      | 08:15                      | 18:00                                   | 16:40                                   |
| 09:00                      | 08:30                      | 19:00                                   | 17:40                                   |
| 09:20                      | 08:50                      | 20:00                                   | 18:40                                   |
| 09:40                      | 09:00                      | 21:00                                   | 19:40                                   |
| 10:00                      | 09:10                      | 22:00                                   | 20:40                                   |
| 10:20                      | 09:30                      | 23:00                                   | 21:40                                   |
| 10:40                      | 09:50                      |                                         | 22:40                                   |
| 11:00                      | 10:10                      | 23:40                                   |                                         |
| 11:20                      | 10:30                      |                                         |                                         |
| 11:40                      | 10:50                      |                                         |                                         |
| 12:00                      | 11:10                      |                                         |                                         |
| 12:20                      | 11:30                      |                                         |                                         |
| 12:40                      | 11:50                      |                                         |                                         |
| 13:00                      | 12:10                      |                                         |                                         |
| 13:20                      | 12:30                      |                                         |                                         |
| 13:40                      | 12:50                      |                                         |                                         |
| 14:00                      | 13:10                      |                                         |                                         |
| 14:20                      | 13:30                      |                                         |                                         |
| 14:40                      | 13:50                      |                                         |                                         |
| 15:00                      | 14:10                      |                                         |                                         |
| 15:20                      | 14:30                      |                                         |                                         |
| 15:40                      | 14:50                      |                                         |                                         |
| 16:00                      | 15:10                      |                                         |                                         |
| 16:20                      | 15:30                      |                                         |                                         |
| 16:40                      | 15:50                      |                                         |                                         |
| 17:00                      | 16:10                      |                                         |                                         |
| 17:20                      | 16:30                      |                                         |                                         |
| 17:40                      | 16:50                      |                                         |                                         |
| 18:00                      | 17:10                      |                                         |                                         |
| 18:20                      | 17:30                      |                                         |                                         |
| 18:45                      | 17:50                      |                                         |                                         |
| 19:15                      | 18:10                      |                                         |                                         |
| 19:45                      | 18:30                      |                                         |                                         |
| 20:15                      | 18:50                      |                                         |                                         |
| 20:45                      | 19:10                      |                                         |                                         |
| 21:15                      | 19:30                      |                                         |                                         |
| 21:45                      | 20:00                      |                                         |                                         |
| 22:15                      | 20:30                      |                                         |                                         |
| 23:00                      | 21:00                      |                                         |                                         |
|                            | 21:30                      |                                         |                                         |
| 22:00                      |                            |                                         |                                         |
| 22:25                      |                            |                                         |                                         |
| 22:55                      |                            |                                         |                                         |
| 23:40                      |                            |                                         |                                         |

### 1 - 31 agosto (y Semana Santa)
NOTA: A menos de que se indique lo contrario, los horarios de "vuelta" son el paso aproximado por la Plaza Puerta de Madrid ya que se trata de una línea circular.
| Lunes a viernes laborables | Lunes a viernes laborables | Sábados laborables, domingos y festivos | Sábados laborables, domingos y festivos |
| Canillejas > Tres Cantos   | Tres Cantos > Canillejas   | Canillejas > Tres Cantos                | Tres Cantos > Canillejas                |
| 06:00                      | 05:30                      | 06:45                                   | 06:00                                   |
| 06:15                      | 05:50                      | 07:45                                   | 07:00                                   |
| 06:25                      | 05:50                      | 08:45                                   | 07:25                                   |
| 06:40                      | 06:20                      | 09:45                                   | 08:25                                   |
| 07:00                      | 06:40                      | 10:50                                   | 09:25                                   |
| 07:20                      | 06:45                      | 11:55                                   | 10:25                                   |
| 07:40                      | 07:00                      | 12:55                                   | 11:30                                   |
| 08:00                      | 07:25                      | 13:55                                   | 12:30                                   |
| 08:20                      | 07:50                      | 15:00                                   | 13:35                                   |
| 08:40                      | 08:10                      | 16:00                                   | 14:35                                   |
| 09:00                      | 08:30                      | 17:00                                   | 15:40                                   |
| 09:20                      | 08:50                      | 18:00                                   | 16:40                                   |
| 09:40                      | 09:10                      | 19:00                                   | 17:40                                   |
| 10:00                      | 09:30                      | 20:00                                   | 18:40                                   |
| 10:20                      | 09:50                      | 21:00                                   | 19:40                                   |
| 10:40                      | 10:10                      | 22:00                                   | 20:40                                   |
| 11:00                      | 10:30                      | 23:00                                   | 21:40                                   |
| 11:20                      | 10:50                      |                                         | 22:40                                   |
| 11:40                      | 11:10                      | 23:40                                   |                                         |
| 12:00                      | 11:30                      |                                         |                                         |
| 12:20                      | 11:50                      |                                         |                                         |
| 12:40                      | 12:10                      |                                         |                                         |
| 13:00                      | 12:30                      |                                         |                                         |
| 13:20                      | 12:50                      |                                         |                                         |
| 13:40                      | 13:10                      |                                         |                                         |
| 14:00                      | 13:30                      |                                         |                                         |
| 14:20                      | 13:50                      |                                         |                                         |
| 14:40                      | 14:10                      |                                         |                                         |
| 15:00                      | 14:30                      |                                         |                                         |
| 15:20                      | 14:50                      |                                         |                                         |
| 15:40                      | 15:10                      |                                         |                                         |
| 16:00                      | 15:30                      |                                         |                                         |
| 16:20                      | 15:50                      |                                         |                                         |
| 16:40                      | 16:10                      |                                         |                                         |
| 17:00                      | 16:30                      |                                         |                                         |
| 17:20                      | 16:50                      |                                         |                                         |
| 17:40                      | 17:10                      |                                         |                                         |
| 18:00                      | 17:30                      |                                         |                                         |
| 18:20                      | 17:50                      |                                         |                                         |
| 18:45                      | 18:10                      |                                         |                                         |
| 19:15                      | 18:30                      |                                         |                                         |
| 19:45                      | 18:50                      |                                         |                                         |
| 20:15                      | 19:10                      |                                         |                                         |
| 20:45                      | 19:30                      |                                         |                                         |
| 21:15                      | 20:00                      |                                         |                                         |
| 21:45                      | 20:30                      |                                         |                                         |
| 22:15                      | 21:00                      |                                         |                                         |
| 23:00                      | 21:30                      |                                         |                                         |
|                            | 22:00                      |                                         |                                         |
| 22:25                      |                            |                                         |                                         |
| 22:55                      |                            |                                         |                                         |
| 23:40                      |                            |                                         |                                         |

## Recorrido y paradas
La línea tiene su cabecera junto al aparcamiento del área intermodal de Canillejas, ubicada en la confluencia de las Calles Alcalá y Josefa Valcárcel, compartiendo dársena con la línea 828. Desde aquí sale al nudo viario de Canillejas y se dirige hacia la Avenida de Logroño.
La línea recorre la Avenida de Logroño en su totalidad, con paradas que dan servicio a los barrios de Alameda de Osuna, Corralejos, Casco Histórico y Timón del distrito madrileño de Barajas. Al final de la avenida, llega a un nudo viario, donde sale por la carretera M-110 en dirección a Alcobendas.
En esta carretera tiene paradas que dan servicio a la nueva terminal 4 del Aeropuerto de Madrid-Barajas. Posteriormente tiene varias paradas dentro del término municipal de Alcobendas en la Avenida de Barajas.
Entra en el casco urbano de Alcobendas por la Avenida de España, pasando por la rotonda de Moscatelares, poco después de la cual gira a la derecha para tomar la Calle de la Marquesa Viuda de Aldama, donde tiene una parada en pleno casco antiguo de Alcobendas. Al final de esta calle sigue por la Calle de la Libertad hasta que gira a la derecha por la Calle del Marqués de la Valdavia.
Circulando por la Calle del Marqués de la Valdavia, la línea efectúa 7 paradas que dan servicio a los barrios del suroeste de Alcobendas, especialmente Valdelasfuentes. A su paso realiza parada en la Estación de Marqués de la Valdavia y la Estación de Valdelasfuentes. Sale del casco urbano por la carretera de El Goloso (M-616), donde tiene dos paradas antes de abandonar el término municipal de Alcobendas. Estas paradas dan servicio al Colegio Padre Manyanet y a la Universidad Pontificia Comillas.
Entrando de nuevo en el término municipal de Madrid, la línea entra en el Campus de Cantoblanco de la Universidad Autónoma de Madrid, donde tiene 5 paradas. Al salir de la universidad la línea realiza una parada en el Colegio IDEO y continúa hacia la M-607. Las expediciones que no pasan por la universidad no entran dentro del Campus de Cantoblanco y realizan la parada en el Colegio IDEO tras pasar por la Universidad Pontificia Comillas.
Circulando por la autovía y aún dentro del término municipal de Madrid (distrito de Fuencarral-El Pardo), la línea tiene 3 paradas que atienden a las instalaciones militares de El Goloso y su estación de tren y diversas urbanizaciones.
Al entrar en el término municipal de Tres Cantos, la línea toma la primera salida de la autovía hacia el casco urbano, entrando en el mismo por la Avenida del Parque.
Dentro de Tres Cantos, la línea circula por las siguientes vías con parada en las mismas: Plaza Puerta de Madrid y  Avenida del Parque. Desde aquí, la línea comienza su recorrido circular por todo el municipio sin detenerse.
Circula por las siguientes vías con parada en las mismas: Avenida de Viñuelas, Calle del Vado, Calle de la Majada, Avenida de la Industria, Avenida de los Artesanos, Avenida de Colmenar Viejo, Avenida de los Encuartes, Avenida de Viñuelas, Avenida del Parque y Plaza Puerta de Madrid. Los últimos dos servicios del día finalizan aquí su recorrido, sin volver a Canillejas.
Pasada la última plaza sale a la autovía M-607 por la Avenida del Parque. A partir de aquí el recorrido es igual al de ida pero en sentido contrario hasta adentrarse en el casco urbano de Alcobendas.
Dentro de Alcobendas, cuando circula por la Calle del Marqués de la Valdavia, abandona esta en la intersección con la Avenida de España, donde gira a la izquierda para incorporarse a esta avenida. Al pasar junto a la estación de Alcobendas-San Sebastián de los Reyes de Cercanías Madrid, gira a la izquierda entrando en el casco antiguo de San Sebastián de los Reyes, donde circula por la Avenida de Colmenar Viejo y la Calle Real hasta de nuevo salir a la Avenida de España, antes de abandonar el casco urbano de Alcobendas.
De nuevo el recorrido de vuelta es igual al de la ida en sentido contrario hasta llegar a su cabecera en el área intermodal de Canillejas.
| Código | Zona | Localidad                  | Denominación                                                             | Ubicación                                 | Líneas de la parada                                       | Metro / Cercanías                     |
| --- | ---- | -------------------------- | ------------------------------------------------------------------------ | ----------------------------------------- | --------------------------------------------------------- | ------------------------------------- |
| 4593 |      | Madrid                     | Canillejas - Área Intermodal                                             | Calle de Josefa Valcárcel Nº152           | 827 828                                                   | Canillejas                            |
| 07324 |      | Madrid                     | Avenida de Logroño - Paseo de la Alameda de Osuna                        | Avenida de Logroño Nº6A                   | 211 212 213 256 827 828 N204                              |                                       |
| 07325 |      | Madrid                     | Avenida de Logroño - Calle de los Jardines de Aranjuez                   | Avenida de Logroño Nº36                   | 211 212 213 256 827 N204                                  |                                       |
| 07326 |      | Madrid                     | Avenida de Logroño - Parque de El Capricho                               | Avenida de Logroño Nº40B                  | 211 212 213 256 827 N204                                  |                                       |
| 07327 |      | Madrid                     | Avenida de Logroño - Alameda de Osuna                                    | Avenida de Logroño Nº189                  | 211 212 213 256 827 N204                                  |                                       |
| 4922 |      | Madrid                     | Avenida de Logroño - Calle de Tintín y Milú                              | Avenida de Logroño Nº227C                 | 105 112 115 N4 211 212 213 256 827 N204                   |                                       |
| 1313 |      | Madrid                     | Avenida de Logroño - Calle del Marqués de Berna                          | Avenida de Logroño Nº243                  | 105 112 115 N4 211 212 213 256 827 N204                   |                                       |
| 1315 |      | Madrid                     | Avenida de Logroño - Calle de Ariadna                                    | Avenida de Logroño Nº96                   | 105 115 166 N4 211 212 213 256 827 N204                   |                                       |
| 1321 |      | Madrid                     | Avenida de Logroño - Calle de Algemesí                                   | Avenida de Logroño Nº130                  | 105 115 166 211 212 213 256 827 N204                      |                                       |
| 07333 |      | Madrid                     | Avenida de Logroño - Plaza de Pajarones                                  | Avenida de Logroño Nº162                  | 211 212 213 256 263 827 N204                              | Barajas                               |
| 16644 |      | Madrid                     | Carretera M-110 - Aparcamiento T4                                        | M-110 km. 1                               | 827                                                       |                                       |
| 16646 |      | Madrid                     | Avenida de la Hispanidad - Aeropuerto T4                                 | Avenida de la Hispanidad Nº1              | 827 828                                                   | Aeropuerto T4                         |
| 07369 |      | Alcobendas                 | Carretera M-12 - La Moraleja                                             | Carretera de Barajas Nº4                  | 827 828                                                   |                                       |
| Los servicios desde Alcobendas (Universidad Europea) comienzan aquí |      |                            |                                                                          |                                           |                                                           |                                       |
| 06838 |      | Alcobendas                 | Avenida de Barajas - Parque de Bomberos                                  | Avenida de Barajas Nº4                    | 827 828                                                   |                                       |
| 06840 |      | Alcobendas                 | Avenida de Barajas - Arroyo de La Vega                                   | Avenida de Barajas Nº4                    | 827 828 N101 N102 2 5 9 10                                |                                       |
| Los servicios desde Alcobendas (Avenida de España) comienzan aquí |      |                            |                                                                          |                                           |                                                           |                                       |
| 07236 |      | Alcobendas                 | Avenida de España - Calle de Mariano Sebastián Izuel                     | Avenida de España Nº72                    | 151 153 158 180 827 828 N101 N102 2 5 10                  |                                       |
| 06755 |      | Alcobendas                 | Calle de la Marquesa Viuda de Aldama - Calle de Nuestra Señora del Pilar | Calle de la Marquesa Viuda de Aldama Nº14 | 151 152C 153 154 154C 156 158 161 171 827 828 N101 2 5 10 |                                       |
| 06756 |      | Alcobendas                 | Calle del Marqués de la Valdavia - Calle de Ramón Fernández Guisasola    | Calle del Marqués de la Valdavia Nº20     | 151 153 158 827 828 N101 2 5 10                           | Marqués de la Valdavia                |
| 06758 |      | Alcobendas                 | Calle del Marqués de la Valdavia - Calle de Nemesio de Castro            | Calle del Marqués de la Valdavia Nº44     | 151 153 158 827 828 N101 2 5 10                           |                                       |
| 06759 |      | Alcobendas                 | Calle del Marqués de la Valdavia - Avenida de España                     | Calle del Marqués de la Valdavia Nº88     | 151 153 158 827 828 N101 2 5 10                           |                                       |
| 07364 |      | Alcobendas                 | Calle del Marqués de la Valdavia - Calle de Ruperto Chapí                | Calle del Marqués de la Valdavia Nº94     | 153 827 827A 828 5                                        |                                       |
| 06771 |      | Alcobendas                 | Calle del Marqués de la Valdavia - Calle de Manuel de Falla              | Calle del Marqués de la Valdavia Nº110    | 153 827 827A 828 5                                        |                                       |
| 12723 |      | Alcobendas                 | Calle del Marqués de la Valdavia - Estación Valdelasfuentes              | Calle del Marqués de la Valdavia Nº138    | 157C 827 827A 828                                         | Valdelasfuentes                       |
| 18077 |      | Alcobendas                 | Calle del Marqués de la Valdavia - Máquina del Tren                      | Calle del Marqués de la Valdavia Nº131    | 827 827A                                                  |                                       |
| 18078 |      | Alcobendas                 | Calle del Marqués de la Valdavia - Hipermercado                          | Calle del Marqués de la Valdavia Nº167    | 827 827A                                                  |                                       |
| Los servicios hasta Alcobendas (hipermercado) terminan aquí |      |                            |                                                                          |                                           |                                                           |                                       |
| 07374 |      | Alcobendas                 | Carretera M-616 - Colegio                                                | M-616 km. 4                               | 827 827A 828                                              |                                       |
| 07376 |      | Alcobendas                 | Carretera M-616 - Universidad Comillas                                   | M-616 km. 5,3                             | 827 827A 828                                              | Comillas                              |
| Los servicios que no pasan por la Universidad Autónoma omiten las siguientes paradas |      |                            |                                                                          |                                           |                                                           |                                       |
| 18639 |      | Madrid                     | Calle de Newton - Calle Nicolás Cabrera                                  | Calle de Newton Nº13                      | 714 827 827A 828                                          |                                       |
| 18637 |      | Madrid                     | Calle de Newton - Calle Francisco Tomás y Valiente                       | Calle de Newton Nº13                      | 714 827 827A 828                                          |                                       |
| 18635 |      | Madrid                     | Calle de Marie Curie - Facultad de Informática                           | Calle de Marie Curie Nº4                  | 714 827 827A 828                                          |                                       |
| 09128 |      | Madrid                     | Calle de Iván Pávlov - Rectorado                                         | Calle de Iván Pávlov Nº4                  | 09128 A 827 09128 B 828 09128 C 827A VAC-246              | Cantoblanco                           |
| Los servicios hasta la Universidad Autónoma terminan aquí |      |                            |                                                                          |                                           |                                                           |                                       |
| 18634 |      | Madrid                     | Calle de Marie Curie - Calle Francisco Tomás y Valiente                  | Calle de Marie Curie Nº4                  | 714 827 827A 828                                          |                                       |
| Paradas del itinerario normal |      |                            |                                                                          |                                           |                                                           |                                       |
| 50020 |      | Madrid                     | Carretera M-616 - Universidad Autónoma de Madrid                         | M-616 km. 6,8                             | 827                                                       |                                       |
| 06571 |      | Madrid                     | Carretera M-607 - El Goloso                                              | M-607 km. 16,8                            | 712 713 716 717 721 722 724 725 726 827 N701 N702         | El Goloso                             |
| 06572 |      | Madrid                     | Carretera M-607 - Las Jarrillas                                          | M-607 km. 18,7                            | 712 713 716 717 721 722 724 725 726 827 N701 N702         |                                       |
| 06573 |      | Madrid                     | Carretera M-607 - Cementerio La Paz                                      | M-607 km. 19,4                            | 712 713 716 717 721 722 724 725 726 827 N701 N702         |                                       |
| A partir de aquí comienza el servicio de vuelta, y se cambian los carteles electrónicos hacia Canillejas. La hora de paso por esta parada es aproximadamente 55 minutos después de salir de Canillejas o 40 minutos los servicios que no pasan por la Universidad Autónoma |      |                            |                                                                          |                                           |                                                           |                                       |
| 09097 |      | Tres Cantos                | Avenida del Parque - Plaza Puerta de Madrid                              | Avenida del Parque Nº2                    | 712 713 716 827 N701                                      |                                       |
| 11535 |      | Tres Cantos                | Avenida del Parque - Calle del Mar Egeo                                  | Avenida del Parque Nº36                   | 712 827                                                   |                                       |
| 11632 |      | Tres Cantos                | Avenida del Parque - Plaza Solidaridad                                   | Avenida del Parque Nº74                   | 827                                                       |                                       |
| 06647 |      | Tres Cantos                | Avenida de Viñuelas - Glorieta del Roble                                 | Avenida de Viñuelas Nº38                  | 723 827 1 5                                               |                                       |
| 06648 |      | Tres Cantos                | Calle del Vado - Calle de Marte                                          | Calle del Vado Nº44                       | 716 723 827                                               |                                       |
| 06650 |      | Tres Cantos                | Calle del Vado - Colegio                                                 | Calle del Vado Nº66                       | 716 723 827                                               |                                       |
| 06652 |      | Tres Cantos                | Calle de la Majada - Avenida de la Industria                             | Calle de la Majada Nº4                    | 716 723 827 1 3                                           |                                       |
| 06654 |      | Tres Cantos                | Avenida de la Industria - Calle de la Imprenta                           | Avenida de la Industria Nº25              | 716 723 827 1 3                                           |                                       |
| 06656 |      | Tres Cantos                | Avenida de la Industria - Calle de Batanes                               | Avenida de la Industria Nº26              | 716 723 827 1 3                                           |                                       |
| 06658 |      | Tres Cantos                | Avenida de la Industria - Plaza de la Escuadra                           | Avenida de la Industria Nº34              | 716 723 827 1 3                                           |                                       |
| 06636 |      | Tres Cantos                | Avenida de la Industria - Calle del Yunque                               | Avenida de la Industria Nº52              | 716 723 827 1 3                                           |                                       |
| 06638 |      | Tres Cantos                | Avenida de la Industria - Calle del Pico de San Pedro                    | Avenida de la Industria Nº76              | 827                                                       |                                       |
| 06641 |      | Tres Cantos                | Avenida de los Artesanos - Residencia de Ancianos                        | Avenida de los Artesanos S/N.º            | 712 827                                                   |                                       |
| 06643 |      | Tres Cantos                | Avenida de Colmenar Viejo - Guardia Civil                                | Avenida de Colmenar Viejo S/N.º           | 712 723 827 1 3                                           |                                       |
| 08395 |      | Tres Cantos                | Avenida de Colmenar Viejo - Centro Comercial El Zoco                     | Avenida de Colmenar Viejo Nº44            | 712 723 827 1 3                                           |                                       |
| 06660 |      | Tres Cantos                | Avenida de Colmenar Viejo - Sector Descubridores                         | Avenida de Colmenar Viejo Nº46            | 712 713 723 827 1 3 4 5                                   |                                       |
| 08398 |      | Tres Cantos                | Avenida de Colmenar Viejo - Plaza del Toro                               | Avenida de Colmenar Viejo Nº46            | 712 827 1 3 4 5                                           |                                       |
| 08399 |      | Tres Cantos                | Avenida de los Encuartes - Calle de los Panaderos                        | Avenida de los Encuartes Nº21             | 712 827 1 3 4 5                                           |                                       |
| 09681 |      | Tres Cantos                | Avenida de los Encuartes - Ronda de la Luna                              | Avenida de los Encuartes Nº17             | 712 827 1 3 4 5                                           |                                       |
| 12508 |      | Tres Cantos                | Avenida de los Encuartes - Ayuntamiento                                  | Avenida de los Encuartes Nº9              | 712 827                                                   |                                       |
| 09645 |      | Tres Cantos                | Avenida de los Encuartes - Aveniada de los Labradores                    | Avenida de los Encuartes Nº5              | 712 723 827 1 5                                           |                                       |
| 09683 |      | Tres Cantos                | Avenida de Viñuelas - Plaza de la Encina                                 | Avenida de Viñuelas Nº2                   | 712 723 827 1 5                                           |                                       |
| 13189 |      | Tres Cantos                | Avenida del Parque - Calle del Olmo                                      | Avenida del Parque S/N.º                  | 827                                                       |                                       |
| 11534 |      | Tres Cantos                | Avenida del Parque - Calle de Einstein                                   | Avenida del Parque Nº30                   | 712 827                                                   |                                       |
| 09096 |      | Tres Cantos                | Plaza Puerta de Madrid - Residencial Aislada                             | Avenida del Parque Nº2                    | 712 713 716 827 N701                                      |                                       |
| Los servicios hasta Tres Cantos terminan aquí |      |                            |                                                                          |                                           |                                                           |                                       |
| 12875 |      | Madrid                     | Carretera M-607 - Cementerio La Paz                                      | M-607 km. 19,3                            | 712 713 716 717 721 722 724 725 726 827 876N701 N702      |                                       |
| 09679 |      | Madrid                     | Carretera M-607 - Estación de El Goloso                                  | M-607 km. 17,2                            | 712 713 716 717 721 722 724 725 726 827 N701 N702         | El Goloso                             |
| 06664 |      | Madrid                     | Carretera M-607 - El Goloso                                              | M-607 km. 16,9                            | 712 713 716 717 721 722 724 725 726 827 N701 N702         | El Goloso                             |
| 50021 |      | Madrid                     | Carretera M-616 - Universidad Autónoma de Madrid                         | M-616 km. 6,7                             | 827 827A                                                  |                                       |
| Los servicios que no pasan por la Universidad Autónoma omiten las siguientes paradas |      |                            |                                                                          |                                           |                                                           |                                       |
| 18639 |      | Madrid                     | Calle de Newton - Calle Nicolás Cabrera                                  | Calle de Newton Nº13                      | 714 827 827A 828                                          |                                       |
| 18637 |      | Madrid                     | Calle de Newton - Calle Francisco Tomás y Valiente                       | Calle de Newton Nº13                      | 714 827 827A 828                                          |                                       |
| 18635 |      | Madrid                     | Calle de Marie Curie - Facultad de Informática                           | Calle de Marie Curie Nº4                  | 714 827 827A 828                                          |                                       |
| Los servicios desde la Universidad Autónoma empiezan aquí |      |                            |                                                                          |                                           |                                                           |                                       |
| 09128 |      | Madrid                     | Calle de Iván Pávlov - Rectorado                                         | Calle de Iván Pávlov Nº4                  | 09128 A 827 09128 B 828 09128 C 827A VAC-246              | Cantoblanco                           |
| 18634 |      | Madrid                     | Calle de Marie Curie - Calle Francisco Tomás y Valiente                  | Calle de Marie Curie Nº4                  | 714 827 827A 828                                          |                                       |
| 18636 |      | Madrid                     | Calle de Newton - Calle Francisco Tomás y Valiente                       | Calle de Newton Nº13                      | 714 827 827A 828                                          |                                       |
| 18638 |      | Madrid                     | Calle de Newton - Calle Nicolás Cabrera                                  | Calle de Newton Nº13                      | 714 827 827A 828                                          |                                       |
| Paradas del itinerario normal |      |                            |                                                                          |                                           |                                                           |                                       |
| 08419 |      | Madrid                     | Carretera M-616 - Universidad Comillas                                   | M-616 km. 5,3                             | 827 827A 828                                              | Comillas                              |
| 07375 |      | Alcobendas                 | Carretera M-616 - Colegio                                                | M-616 km. 4,6                             | 827 827A 828                                              |                                       |
| Los servicios desde Alcobendas (hipermercado) empiezan aquí |      |                            |                                                                          |                                           |                                                           |                                       |
| 11330 |      | Alcobendas                 | Calle del Marqués de la Valdavia Nº147                                   | Calle del Marqués de la Valdavia Nº159    | 157 827 827A 11                                           |                                       |
| 07373 |      | Alcobendas                 | Calle del Marqués de la Valdavia - Avenida de Camilo José Cela           | Calle del Marqués de la Valdavia Nº123    | 157C 827 827A 828 2 6 10                                  |                                       |
| 12724 |      | Alcobendas                 | Calle del Marqués de la Valdavia - Estación Valdelasfuentes              | Calle del Marqués de la Valdavia Nº105    | 157C 827 827A 828 2 6 10                                  | Valdelasfuentes                       |
| 06772 |      | Alcobendas                 | Calle del Marqués de la Valdavia - Avenida del Doctor Severo Ochoa       | Calle del Marqués de la Valdavia Nº91     | 153 827 828 2                                             |                                       |
| 07365 |      | Alcobendas                 | Calle del Marqués de la Valdavia - Calle de Jacinto Benavente            | Calle del Marqués de la Valdavia Nº83     | 153 827 828 2                                             |                                       |
| 06770 |      | Alcobendas                 | Avenida de España - Calle Constitución                                   | Avenida de España Nº14                    | 827 828 2                                                 |                                       |
| 06763 |      | Alcobendas                 | Avenida de España - Ayuntamiento                                         | Avenida de España Nº34                    | 151 158 827 828 2 10                                      |                                       |
| 10614 |      | Alcobendas                 | Avenida de España - Estación de Alcobendas-San Sebastián de los Reyes    | Avenida de España Nº52                    | 10614 A 180 191 193 9 11 10614 B 151 158 827 828 N101 2   | Alcobendas-San Sebastián de los Reyes |
| 06769 |      | San Sebastián de los Reyes | Avenida de la Sierra - Centro Comercial La Viña                          | Avenida de la Sierra Nº37                 | 158 827 2                                                 |                                       |
| 06792 |      | San Sebastián de los Reyes | Avenida de Colmenar Viejo - Calle Nuestra Señora del Carmen              | Avenida de Colmenar Viejo Nº27            | 154 154C 827 827A 2 4 7                                   |                                       |
| 06790 |      | San Sebastián de los Reyes | Calle Real - Calle del Sacramento                                        | Calle Real Nº3                            | 154 154C 827 827A 2                                       |                                       |
| 12925 |      | Alcobendas                 | Avenida de España - Centro de mayores                                    | Avenida de España Nº58                    | 180 827 828 2 4 7 9 11                                    |                                       |
| 07236 |      | Alcobendas                 | Avenida de España - Calle de Mariano Sebastián Izuel                     | Avenida de España Nº72                    | 151 153 158 180 827 828 N101 N102 2 5 10                  |                                       |
| Los servicios hasta Alcobendas (Avenida de España) terminan aquí |      |                            |                                                                          |                                           |                                                           |                                       |
| 06841 |      | Alcobendas                 | Avenida de Barajas - Urbanización Fuente Hito                            | Avenida de Barajas Nº4                    | 827 828                                                   |                                       |
| 18823 |      | Alcobendas                 | Avenida de Barajas - Hotel                                               | Avenida de Barajas Nº4                    | 827 828                                                   |                                       |
| Los servicios hasta Alcobendas (Universidad Europea) terminan aquí, realizando la pareja de esta parada 06838 al otro lado de la carretera |      |                            |                                                                          |                                           |                                                           |                                       |
| 07369 |      | Alcobendas                 | Carretera M-12 - La Moraleja                                             | Carretera de Barajas Nº4                  | 827 828                                                   |                                       |
| 16646 |      | Madrid                     | Avenida de la Hispanidad - Aeropuerto T4                                 | Avenida de la Hispanidad Nº1              | 827 828                                                   | Aeropuerto T4                         |
| 16645 |      | Madrid                     | Carretera M-110 - Aparcamiento T4                                        | M-110 km. 1                               | 827                                                       |                                       |
| 07363 |      | Madrid                     | Avenida de Logroño - Estación de Barajas                                 | Avenida de Logroño Nº162                  | 211 212 213 827 N204                                      | Barajas                               |
| 1322 |      | Madrid                     | Avenida de Logroño - Calle de Algemesí                                   | Avenida de Logroño Nº323                  | 105 115 166 211 212 213 256 827 N204                      |                                       |
| 1316 |      | Madrid                     | Avenida de Logroño - Calle de Ariadna                                    | Avenida de Logroño Nº303                  | 105 115 166 N4 211 212 213 256 827 N204                   |                                       |
| 1314 |      | Madrid                     | Avenida de Logroño - Calle del Marqués de Berna                          | Avenida de Logroño Nº243                  | 105 112 115 N4 211 212 213 256 827 N204                   |                                       |
| 4921 |      | Madrid                     | Avenida de Logroño - Calle de Benifayó                                   | Avenida de Logroño Nº225                  | 105 112 115 N4 211 212 213 256 827 N204                   |                                       |
| 07384 |      | Madrid                     | Avenida de Logroño - Alameda de Osuna                                    | Avenida de Logroño Nº179                  | 211 212 213 256 827 N204                                  |                                       |
| 07385 |      | Madrid                     | Avenida de Logroño - Parque de El Capricho                               | Avenida de Logroño Nº40A                  | 211 212 213 256 827 N204                                  |                                       |
| 07386 |      | Madrid                     | Avenida de Logroño - Calle de los Jardines de Aranjuez                   | Avenida de Logroño Nº34                   | 211 212 213 256 827 N204                                  |                                       |
| 07396 |      | Madrid                     | Avenida de Logroño - Paseo de la Alameda de Osuna                        | Avenida de Logroño Nº29                   | 165 211 212 213 256 827 828 N204                          |                                       |
| 4593 |      | Madrid                     | Canillejas - Área Intermodal                                             | Calle de Josefa Valcárcel Nº152           | 827 828                                                   | Canillejas                            |